# Гарадочки рејон
Гарадочки или Городочки рејон (блр. Гарадоцкі раён; рус. Городокский район) административна је јединица другог нивоа у северном делу Витепске области у Републици Белорусији. 
Административни центар рејона је град Гарадок.

## Географија
Гарадочки рејон обухвата територију површине 2.980,13 км² и на 2. месту је по површини међу рејонима Витепске области. Граничи се са Витепским рејоном на југу и југоистоку, Шумилинским на југозападу и Полацким рејоном на западу. На северу је Невељски рејон Псковске области.
Највећи део територије рејона налази се у подручју благо заталасаног Гарадочког побрђа испресецаног бројним водотоковима и депресијама испуњеним водом. Највиша тачка рејона лежи на надморској висини од 239 метара, док је најнижа тачка на висини од 140 метара. Најважнији водотоци су реке Обаљ, Овсјанка и Ловат. Најважнија од укупно 162 језера су Језеришче, Лосвида, Вимна, Кашо, Плав, Бјарнова и Чарнова. 

## Историја
Рејон је формиран 17. јула 1924. из некадашњег Гарадочког округа основаног давне 1722. године. 

## Демографија
Према резултатима пописа из 2009. на том подручју стално је било насељено 26.760 становника или у просеку 9,0 ст/км².
| 1959.  | 1970.  | 1979.  | 1989.  | 1999.  | 2009.  | 2014.   |
| ------ | ------ | ------ | ------ | ------ | ------ | ------- |
| 48.046 | 44.810 | 40.604 | 38.669 | 34.693 | 26.760 | 24.049* |

Напомена: * према процени националног завода за статистику.
Основу популације чине Белоруси са 88,8% и Руси са 9,22% док остали чине 1,98% популације. 
Административно, рејон је подељен на подручје града Гарадока који је уједно и административни центар и на варошицу Језјаришча, и на 10 сеоских општина. На територији рејона постоји укупно 369 насељених места. 

## Саобраћај
Преко територије рејона пролази важан аутопут М8 (део паневроспког друма Е95). 